# Macrostomum balticum
Macrostomum balticum is een platworm (Platyhelminthes). De worm is tweeslachtig. De soort leeft in zout water.
Het geslacht Macrostomum, waarin de platworm wordt geplaatst, wordt tot de familie Macrostomidae gerekend. De wetenschappelijke naam van de soort werd voor het eerst geldig gepubliceerd in 1947 door Luther.